# Чаппелл (Небраска)
Чаппелл (англ. Chappell) — місто (англ. city) в США, в окрузі Дул штату Небраска. Населення — 844 особи (2020).

## Географія
Чаппелл розташований за координатами 41°5′29″ пн. ш. 102°28′12″ зх. д. / 41.09139° пн. ш. 102.47000° зх. д. (41.091300, -102.469938).  За даними Бюро перепису населення США в 2010 році місто мало площу 1,82 км², уся площа — суходіл.

### Клімат
| Клімат : Чаппелл      | Клімат : Чаппелл | Клімат : Чаппелл | Клімат : Чаппелл | Клімат : Чаппелл | Клімат : Чаппелл | Клімат : Чаппелл | Клімат : Чаппелл | Клімат : Чаппелл | Клімат : Чаппелл | Клімат : Чаппелл | Клімат : Чаппелл | Клімат : Чаппелл | Клімат : Чаппелл |
| Показник              | Січ.             | Лют.             | Бер.             | Квіт.            | Трав.            | Черв.            | Лип.             | Серп.            | Вер.             | Жовт.            | Лист.            | Груд.            | Рік              |
| Середній максимум, °C | 5,4              | 5,2              | 12,2             | 16,5             | 21,9             | 27,8             | 32,1             | 30,4             | 25,6             | 17,5             | 10,2             | 5,1              | 17,5             |
| Середній мінімум, °C  | −9,5             | −9,2             | −3,5             | 1,2              | 6,7              | 12,4             | 16,6             | 14,7             | 8,9              | 1,6              | −4,8             | −9,4             | 2,2              |
| Норма опадів, мм      | 10               | 14               | 27               | 69               | 50               | 100              | 56               | 68               | 42               | 34               | 11               | 7                | 487              |
| --------------------- | ---------------- | ---------------- | ---------------- | ---------------- | ---------------- | ---------------- | ---------------- | ---------------- | ---------------- | ---------------- | ---------------- | ---------------- | ---------------- |
| Джерело: NOAA         |                  |                  |                  |                  |                  |                  |                  |                  |                  |                  |                  |                  |                  |

## Демографія
Згідно з переписом 2010 року, у місті мешкало 929 осіб у 412 домогосподарствах у складі 257 родин. Густота населення становила 511 особа/км².  Було 484 помешкання (266/км²).
Расовий склад населення:
| - 98,0 % — білих - 0,4 % — корінних американців - 0,2 % — азіатів |

До двох чи більше рас належало 1,0 %. Частка іспаномовних становила 1,9 % від усіх жителів.
За віковим діапазоном населення розподілялося таким чином: 23,7 % — особи молодші 18 років, 51,1 % — особи у віці 18—64 років, 25,2 % — особи у віці 65 років та старші. Медіана віку мешканця становила 47,7 року. На 100 осіб жіночої статі у місті припадало 88,4 чоловіків;  на 100 жінок у віці від 18 років та старших — 82,3 чоловіків також старших 18 років.
Середній дохід на одне домашнє господарство  становив 55 219 доларів США (медіана — 43 750), а середній дохід на одну сім'ю — 65 847 доларів (медіана — 56 667). Медіана доходів становила 32 614 долари для чоловіків та 34 750 доларів для жінок. За межею бідності перебувало 12,8 % осіб, у тому числі 27,2 % дітей у віці до 18 років та 8,8 % осіб у віці 65 років та старших.
Цивільне працевлаштоване населення становило 469 осіб. Основні галузі зайнятості: роздрібна торгівля — 29,9 %, освіта, охорона здоров'я та соціальна допомога — 23,0 %, транспорт — 8,7 %, будівництво — 6,8 %.